# Kazan Kremlin Cup 2016
El torneo Kazan Kremlin Cup 2016 es un torneo profesional de tenis. Pertenece al ATP Challenger Series 2016. Se disputó su 7.ª edición sobre superficie dura, en Kazán, Rusia, entre el 14 y el 20 de marzo de 2016.

## Jugadores participantes del cuadro de individuales
| Favorito | País                   | Jugador             | Rank1 | Posición en el torneo |
| -------- | ---------------------- | ------------------- | ----- | --------------------- |
| 1        | Bandera de Lituania    | Ričardas Berankis   | 85    | Primera ronda         |
| 2        | Bandera de Portugal    | Gastão Elias        | 121   | Primera ronda         |
| 3        | Bandera de Rusia       | Konstantin Kravchuk | 128   | Semifinales           |
| 4        | Bandera de Moldavia    | Radu Albot          | 143   | Segunda ronda         |
| 5        | Bandera de Rusia       | Karen Jachanov      | 146   | Cuartos de final      |
| 6        | Bandera de Eslovaquia  | Norbert Gombos      | 162   | Segunda ronda         |
| 7        | Bandera de Bielorrusia | Egor Gerasimov      | 172   | Cuartos de final      |
| 8        | Bandera de Estonia     | Jürgen Zopp         | 174   | Baja                  |

- 1 Se ha tomado en cuenta el ranking del 7 de marzo de 2016.

### Otros participantes
Los siguientes jugadores recibieron una invitación (wild card), por lo tanto ingresan directamente al cuadro principal (WC):
- Alexander Boborykin
- Alexander Bublik
- Timur Kiuamov
- Daniil Medvedev

Los siguientes jugadores ingresan al cuadro principal tras disputar el cuadro clasificatorio (Q):
- Ilia Ivashka
- Markos Kalovelonis
- Alexandre Sidorenko
- Dzmitry Zhyrmont

## Campeones

### Individual Masculino
- Tobias Kamke derrotó en la final a  Aslan Karatsev, 6–4, 6–2

### Dobles Masculino
- Aliaksandr Bury /  Igor Zelenay derrotaron en la final a  Konstantin Kravchuk /  Philipp Oswald, 6–2, 4–6, [10–6]